# Pia Giancaro
Pia Giancaro, pseudònim de Maria Pia Giamporcaro (Palerm, 12 de març de 1951) és una actriu i antiga model italiana que va estar essencialment activa als anys setanta a les pel·lícules de comèdia eròtica italianes.

## Biografia
Maria Pia Giamporcaro va néixer a Palerm de pare sicilià, ferroviari de professió i mare iugoslava. El 1968 va participar a Miss Italia en qualitat de Miss Sicília i va representar Itàlia al concurs de bellesa Miss Món, quedant exclòs a la primera ronda. SDesprés d'haver-se traslladat a Roma, va treballar a la televisió com a hostessa de Corrado a A che gioco giochiamo? el 1969 i ha estudiat al Centre Experimental de Cinematografia.
També ha protagonitzat fotonovel·la i, en diversos casos, a pel·lícules B de diversos gèneres, des de l'spaghetti western fins al gènere poliziottesco i terror. El 2010 va tornar al cinema al costat de F. Murray Abraham al llargmetratge The Unseen World dirigit per Liana Marabini.

## Vida privada
Generalment se l'acreditava com a Maria Pia Giancaro i, després del seu matrimoni amb l'aristòcrata romà Lillio Sforza Marescotti Ruspoli — com a Maria Pia Ruspoli. Té una filla, Giacinta, nascuda el 1989.

## Filmografia

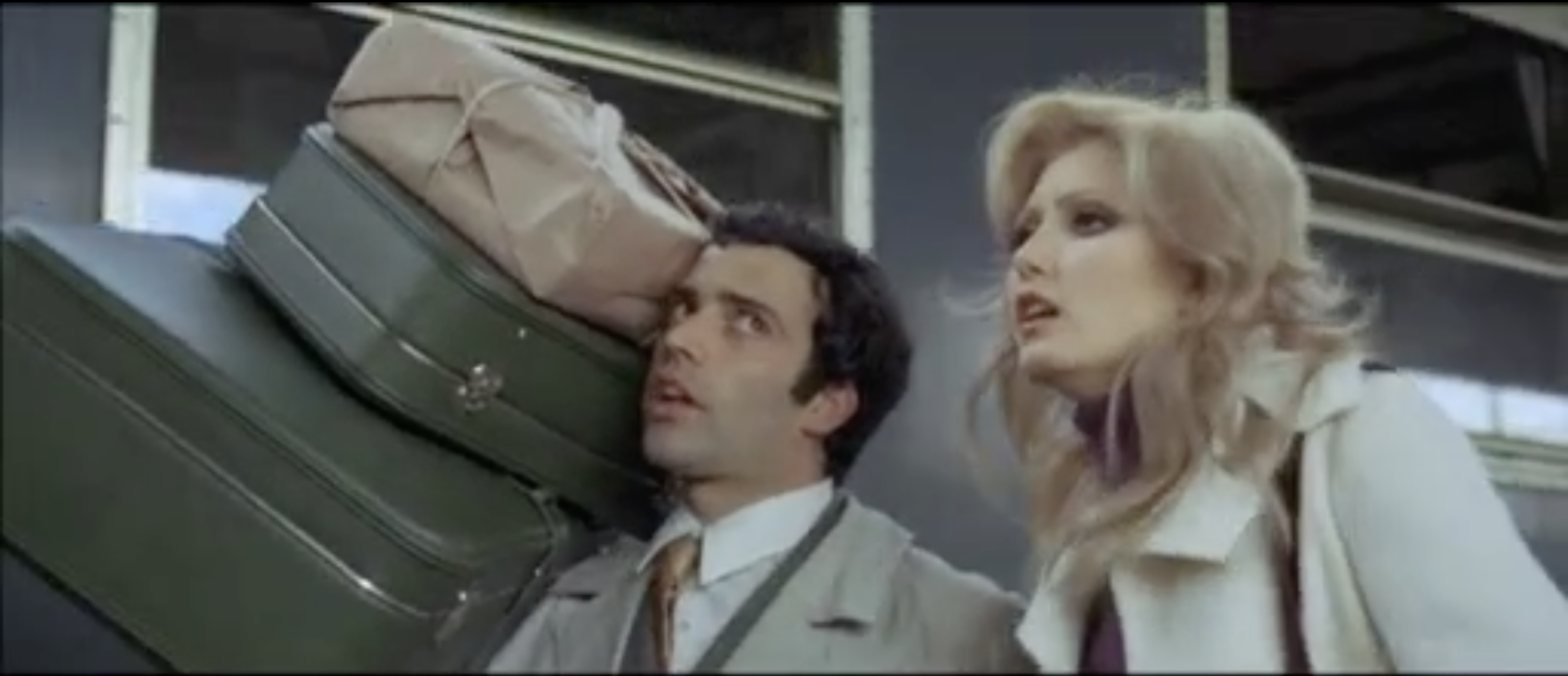
Enrico Montesano i Pia Giancaro a Il furto è l'anima del commercio!?... (1971)

- Tempo d'immagini, dirigida per Adimaro Sala (1970)[3][8][4]
- Se t'incontro t'ammazzo, dirigida per Gianni Crea (1970)
- Principe coronato cercasi per ricca ereditiera, dirigida per Giovanni Grimaldi (1970)
- K2 + 1 – sèrie de televisió (1971)[3]
- Homo Eroticus, dirigida per Marco Vicario (1971)
- Roma bene, dirigida per Carlo Lizzani (1971)
- È tornato Sabata... hai chiuso un'altra volta!, dirigida per Gianfranco Parolini (1971)
- Quando gli uomini armarono la clava e... con le donne fecero din-don, dirigida per Bruno Corbucci (1971)
- Il furto è l'anima del commercio!?..., dirigida per Bruno Corbucci (1971)
- Boccaccio, dirigida per Bruno Corbucci (1972)
- La dama rossa uccide sette volte, dirigida per Emilio P. Miraglia (1972)
- Le mille e una notte all'italiana, dirigida per Carlo Infascelli i Antonio Racioppi (1972)
- Mamma... li turchi!, dirigida per Mauro Stefani (1973)
- Quando i califfi avevano le corna, dirigida per Amasi Damiani (1973)
- La mano spietata della legge, dirigida per Mario Gariazzo (1973)
- Il romanzo di un giovane povero, dirigida per Cesare Canevari (1974)
- Malocchio, dirigida per Mario Siciliano (1975)
- Geometra Prinetti selvaggiamente Osvaldo, dirigida per Ferdinando Baldi (1976)
- L'amantide, dirigida per Amasi Damiani (1977)
- Tosca e altre due, dirigida per Giorgio Ferrara (2003)
- The Unseen World, dirigida per Liana Marabini (2010)